# Diogo da Rocha
Diogo da Rocha était un capitaine qui navigua pour les portugais en 1525. Il est connu pour avoir été le premier à rencontrer les îles "situées à l'est de Mindanao et des îles de Saint-Lazare".